# 彭思镇
彭思镇，是中华人民共和国湖北省黄冈市蕲春县下辖的一个乡镇级行政单位。

## 行政区划
彭思镇下辖以下地区：
康桥村、碎石山村、林山村、王铺村、夹河村、郑岗村、余凉村、雷祠堂村、方港村、伍岳村、伍松村、陈桥村、清塘村、彭思村、丁港村、独山村、叶垸村、大洼厂村、黄柏城村、茅山村、螺蛳港村、刘堑村、丁家咀村、长塘村、张滩村、凤凰村、王牌楼村、朗山村、白石岭村和天子堂林场村。